# Massimo Girotti
Massimo Girotti, född 18 maj 1918 i Mogliano i Marche, död 5 januari 2003 i Rom, var en italiensk skådespelare. Under en karriär som varade mer än 60 år hann Girotti samarbeta med de flesta av Italiens stora 1900-talsregissörer. Som några av höjdpunkterna i hans karriär brukar nämnas I lagens namn (1949) av Pietro Germi, Sinnenas man (1954) av Luchino Visconti och Teorema (1968) av Pier Paolo Pasolini. Girottis karriär kännetecknas av en påtaglig ojämnhet där en lovande början med bra huvudroller följdes av en lång svacka med långt mellan topparna och en i någon mening bakvänd utveckling där han gick från att vara protagonist till att vara mer av en karaktärsskådespelare. Han medverkade också i ett antal så kallade B-filmer. Det är oklart om Girottis ojämnhet berodde på en oförmåga att identifiera bra roller i manuskript eller mer på ett ointresse för sådant. Det finns drag hos den politiskt långt till vänster stående Girotti som tyder på att han såg skådespelandet som vilket jobb som helst och därför hade en benägenhet att acceptera de roller som erbjöds först så länge arvodet var tillräckligt högt för att leva på. Girotti medverkade under sin karriär i omkring 150 långfilmer.

## Biografi

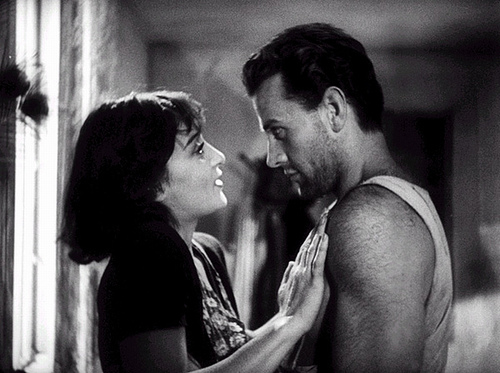
Massimo Girotti och Clara Calamai i Viscontis Köttets lust (1943).

### Karriärens början och genombrottet
Girotti var i sin ungdom en aktiv idrottsman som tävlade på elitnivå i simning och vattenpolo. På sin fritid tog han även teaterlektioner av Teresa Franchini och började under 1930-talet uppträda som amatörskådespelare på mindre teatrar. Det var framför allt hans goda hållning och avslappnade sätt att röra sig som fick Mario Soldati att ge honom en liten roll i filmen Dora Nelson (1939). Girottis prestation i den första filmen genererade omgående anbud om nya filmroller från Mario Camerini och Alessandro Blasetti. Det definitiva genombrottet kom dock först med hans tionde film, genom huvudrollen i Luchino Viscontis Köttets lust (1943) som var den andra av många filmatiseringar av James M. Cains roman The Postman always rings twice.

### Den etablerade stjärnan
Efter Viscontis film kunde Girotti välja och vraka bland anbuden. Bland hans mer lyckade val under åren närmast efter kriget kan nämnas rollerna i Giuseppe De Santis debutfilm Spärrade gränser (1947), Pietro Germis Mord på studentska (1947) och I lagens namn (1949) samt Michelangelo Antonionis regidebut  En kärlekskrönika (1950). Den andra av Germis filmer gav Girotti hans första Nastro d’argento, för bästa manliga huvudroll. Då var det ingen som trodde att det skulle dröja över 30 år innan den snabbt stigande stjärnan skulle föräras detta prestigefyllda pris nästa gång och att det då skulle ges för en biroll.

### Den ojämna mellanperioden
Antonionis film var den 26:e för Girotti och han började från och med den uppvisa en viss ojämnhet i sina skådespelarprestationer. Han hade visserligen en hög lägsta nivå men en del kritiker anmärkte att det allt oftare var på just den nivån han valde att ligga och genomförde sina roller rutinmässigt men utan entusiasm. En sådan roll var som den långtidsarbetslöse Nando i De Santis Rom klockan 11 (1952), den första rollprestation som Girotti fick betydande negativ kritik för. Regissören och vännen De Santis däremot menade att Girotti agerat precis så tillbakadraget han borde göra i en film som handlade om arbetslösa kvinnors utsatta situation. Succén i Viscontis Sinnenas man (1954) gjorde dock att den förmenta underprestationen i De Santis film och flera andra rutinroller som följde på den glömdes för ett tag och undanträngdes av entusiastiska recensioner som gick ut på att Girottis prestation i Viscontis film sannolikt var hans bästa någonsin. De uppmärksamma kritikerna noterade att det faktiskt rörde sig om en biroll, i likhet med allt fler av Girottis roller. Det blev allt tydligare att Girotti trivdes bäst som karaktärsskådespelare i roller som inte krävde en alltför långvarig arbetsinsats.
Resten av 1950-talet karakteriserades för hans del just av sådana roller, främst i uttalat kommersiella filmer, som genomfördes på ren rutin. Huvudrollerna kom oftast i äventyrsfilmer eller melodramer med tveksamt konstnärligt värde och fick ingen positiv uppmärksamhet av kritikerna. Ett notabelt undantag då han verkade ovanligt inspirerad var De Santis Oscar-nominerade La strada lunga un anno (1958) för vilken Girotti fick priset som bästa skådespelare på San Francisco International Film Festival. Efter den föll Girotti åter tillbaka till en betydligt lägre nivå, som nu till och med omfattade så kallade B-filmer som Sergio Corbuccis Vargbröderna Romulus och Remus (1961) och Il giorno più corto (1963), den senare enligt vissa kritiker en rätt smaklös parodi på Den längsta dagen. En liten ljuspunkt var Alberto Lattuadas Lettere di una novizia (1960) där Girotti i sin roll som katolsk präst, av biskopen tvingad till att genomföra en obehaglig undersökning av en nunnas påstådda löftesbrott, uppvisade något av sina gamla takter från efterkrigstidens succéår. Det var uppenbart att det krävdes rätt kraftiga incitament för att få igång Girotti på den nivå han faktiskt var kapabel att uppnå.

### En stark avslutning
Girotti räknades mer eller mindre som en före detta stjärna när han överraskade såväl kritikerna som publiken med sin bokstavligen avklädda roll som den rike familjefadern som ger bort allt han äger och vandrar naken ut i vildmarken i Pasolinis Teorema (1968). Han fortsatte med fler lyckade roller i samme regissörs Medea (1969) och därefter i Bernardo Bertoluccis Sista tangon i Paris (1972). Efter den började Girottis framträdanden på vita duken komma med allt längre intervall. Det verkade nästan som att de nya framgångarna gjort honom försiktigare eller mer kräsen än tidigare med att acceptera roller. Ett mycket lyckat val blev hans roll i Ettore Scolas film Passione d’amore (1981) som gav Girotti karriärens andra Nastro d’argento, drygt tre årtionden efter den första men denna gång för bästa biroll. Han gjorde därefter endast ett fåtal filmer under 1980- och 1990-talet. För sin sista film La finestra di fronte (2003), regisserad av Ferzan Özpetek tilldelades Girotti postumt det prestigefyllda David di Donatello-priset som bästa skådespelare. Han avled av en hjärtattack en kort tid efter filminspelningen.